# جیمز دونالدسون
جیمز دونالدسون (انگلیسی: James Donaldson؛ زادهٔ ۱۷ اوت ۱۹۵۷) یک بازیکن بسکتبال اهل ایالات متحده آمریکا است.
از باشگاه‌هایی که او در ۱۴ سال حضور در لیگ اتحادیه ملی بسکتبال بازی کرده‌است می‌توان به نیویورک نیکس، دالاس ماوریکس، لس آنجلس کلیپرز، و یوتا جاز اشاره کرد.